# Tony Grice
Joseph Thomas Grice, más conocido como Tony Grice (Londres, 1849-Oporto, 20 de diciembre de 1892) fue un payaso inglés. Está considerado uno de los mejores payasos de finales del siglo XIX y el primero que actuó en el Circo Price de Madrid.

## Trayectoria
Nació en Londres, donde debutó en 1852 en el Royal Circus, a los tres años de edad, como parte de la familia Filis. Hablaba inglés, francés, alemán, italiano, español y algo de catalán. Instalado en España, fue contratado por el empresario y artista cómico sevillano Rafael Díaz, con cuya hija Trinidad, se casó. Su hijo, Antonio Grice Díaz, conocido con el mismo nombre artístico de su padre, Tony Grice, nació en Ciudad Real en 1880, fue también payaso y artista de circo.
Grice fue un artista habitual del circuito circense español, fue el primer payaso que actuó en el Circo Price de Madrid y uno de los números principales en el Circo Alegría de Barcelona, así como del Coliseu del Recreios de Lisboa. 
Actuaba generalmente solo, a veces acompañado de un burro. Fue pionero en incluir dentro de sus números de payaso, las parodias de corridas de toros.En alguna ocasión hizo un dúo con el payaso Tonino en el Circo Alegría.En Bilbao, conoció al payaso cubano Chocolat, al que contrató como ayudante y criado. En 1886, Grice, Tonino y Chocolat actuaron en el Nouveau Cirque con el número El maestro de doma, en el que salían a la pista con un caballo de tela, donde Chocolat movía los cuartos traseros, Tonino movía la cabeza y Grice les conducía con el látigo.
También dirigió su propia compañía Compañía ecuestre, gimnástica, acrobática y cómica junto a Díaz, con la que viajaron para actuar en diferentes ciudades españolas.
Fue naturalizado portugués en 1890. Murió en Oporto en 1892, a causa de una pulmonía.

## Reconocimientos
Grice cosechó un gran éxito en España, hasta el punto de que las payasadas pasaron a ser conocidas como «toninadas» y, a los payasos, «toninos». En algunos países de América (como Argentina, Chile, Bolivia, Perú y Ecuador) se llama tony a los payasos tipo augusto.